# Resurrexit
Resurrexit är ett album från 1984 av Kommuniteten i Taizé. Albumet spelades in under Europeiska mötet i Paris 1984.

## Låtlista
1. Christus Resurrexit
2. Nada te turbe
3. La ténèbre n’est point ténèbre
4. Veni lumen cordium
5. Dona la pace
6. Exaudi nos
7. Bleibet hier
8. Surrexit Christus
9. Mon âme se repose
10. O Christe Domine Jesu
11. O Lord, hear my prayer
12. Alleluia 5
13. Dona nobis pacem Domine
14. Psallite Deo